# گاباکولین
گاباکولین (به انگلیسی: Gabaculine) با فرمول شیمیایی C7H9NO2 یک ترکیب شیمیایی با شناسه پاب‌کم 3445 است. که جرم مولی آن ۱۳۹٫۱۵۱۸۶ گرم بر مول می‌باشد.